# Repaš
Repaš es una localidad de Croacia en el municipio de Molve, condado de Koprivnica-Križevci.

## Geografía
Se encuentra a una altitud de 115 m s. n. m. a 120 km de la capital nacional, Zagreb.

## Demografía
En el censo 2011, el total de población de la localidad fue de 468 habitantes.
| Gráfica de población de Repaš 1857-2011                             |
|                                                                     |
| Según los censos de población de la oficina estadística de Croacia. |